# Szczygłowice
Szczygłowice – część miasta i dzielnica miasta Knurów granicząca z Czerwionką-Leszczyny. 

## Toponimia
Zanim Szczygłowice w wyniku procesów urbanizacyjnych stały się obecną dzielnicą miasta Knurów były notowane w źródłach jako osobna wieś. Według niemieckiego geografa oraz językoznawcy Heinricha Adamy’ego nazwa miejscowości wywodzi się od polskiej nazwy ptaka szczygła – "von szczygiel = Stieglitz". W swoim dziele o nazwach miejscowych na Śląsku wydanym w 1888 roku we Wrocławiu jako najwcześniejszą wymienia ją w formie – "Scyglowice" podając jej znaczenie "Stieglitzdorf" czyli po polsku "Wieś szczygłów". Niemcy zgermanizowali nazwę na Scyglowitz w wyniku czego utraciła ona swoje pierwotne znaczenie.
W alfabetycznym spisie miejscowości na terenie Śląska wydanym w 1830 roku we Wrocławiu przez Johanna Knie wieś występuje pod polską nazwą Sczyglowice oraz niemiecką Scziglowitz.

## Historia
Pierwsza wzmianka o Szczygłowicach pochodzi z 1531. W tym samym roku biskup wrocławski oraz książę opolsko-raciborski nałożyli dodatkową dziesięcinę snopową na rzecz kościoła kolegialnego pw. Świętego Krzyża w Opolu. Wśród szeregu wsi rybnickich obciążonych tą dziesięciną znalazły się również Szczygłowice.
Topograficzny opis Górnego Śląska z 1865 roku notuje stosunki ludnościowe na terenie wsi - "Das Dorf Sczyglowitz enthalt in 50 Haushaltungen 310 Seelen, polnisch Sprechende(...)." czyli w tłumaczeniu na język polski "Wieś Szczygłowice zawiera w 50 gospodarstwach domowych 310 dusz mówiących po polsku(...)".
1 1945 oddział Wehrmachtu rozstrzelał na szosie przed Fabryką Materiałów Wybuchowych «Lignoza» czterech dozorców fabrycznych.
Do 1945 miejscowość stanowiła jednostkową gminy Szczygłowice. 1 kwietnia 1928 włączono do niej zniesioną gminę Krywałd . 1 grudnia 1945 gminę jednostkową Szczygłowice zniesiono, włączając ją do zbiorowej gminy Knurów. 1 stycznia 1951, wraz z nadaniem gminie Knurów praw miejskich, Szczygłowic (z Krywałdem) stały się częścią miasta Knurowa.

## Ważniejsze obiekty

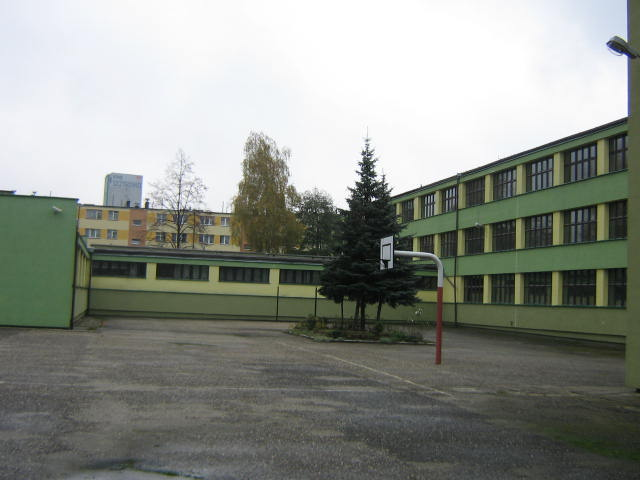
Budynek MSP nr 4 i MG nr 4

- Kopalnia Węgla Kamiennego «Szczygłowice» mieszcząca się przy ul. Górniczej
- Dom Kultury w Knurowie
- Hala MOSiR Knurów – ul. Górnicza
- Centrum Przesiadkowe
- Miejska Szkoła Podstawowa nr 4, a także Miejskie Gimnazjum nr 4
- Kościół pw. Najświętszej Maryi Panny Królowej Świata

## Znani związani ze Szczygłowicami
W Szczygłowicach wychował się Jerzy Dudek, a także jego brat Dariusz Dudek.